# 热孜万·艾拜
热孜万·艾拜（1955年12月—），新疆精河人，维吾尔族，中华人民共和国政治人物，现任新疆维吾尔自治区政协副主席，中华全国妇女联合会副主席（兼）。